# Куйбышево (Дагестан)
Куйбышево — село в Тарумовском районе Дагестана. Входит в сельского поселения сельсовет «Калиновский».

## Географическое положение
Расположено на правом берегу реки Прорва, в 5 км к юго-западу от районного центра села Тарумовка.

## История
Основан на землях садовладельца К. Мамаджанова (откуда и первоначальное название).

## Население
| 1970 | 1989 | 2002 | 2010 | 2021 |
| ---- | ---- | ---- | ---- | ---- |
| 430  | ↘42  | ↗51  | ↘36  | →36  |

Национальный состав
По результатам Всероссийской переписи населения 2010 года:
| № | Национальность | Численность, чел. | Доля   |
| - | -------------- | ----------------- | ------ |
| 1 | аварцы         | 29                | 80,6 % |
| 2 | другие         | 7                 | 19,4 % |